# Viaggiatori del tempo
Viaggiatori del tempo (The Time Travelers) è un film del 1964 diretto da Ib Melchior. Si tratta di una pellicola che descrive uno scenario postapocalittico utilizzando l'espediente del viaggio temporale.
Il film ha ispirato la serie TV del 1966 Kronos - Sfida al passato, così come il remake del 1967 Viaggio al centro del tempo.

## Trama
Gli scienziati Erik von Steiner, Steve Connors e Carol White stanno testando il loro dispositivo di visualizzazione del tempo, utilizzando enormi quantità di energia. Danny McKee, un tecnico della centrale elettrica, è stato inviato dal fornitore per dire loro di interrompere l'esperimento. Durante il test, strane ombre attraversano rapidamente la stanza immediatamente prima che lo schermo mostri un paesaggio brullo. Danny scopre che lo schermo è diventato un portale del tempo a causa del sovraccarico di tensione ed entra.
I due ricercatori vi entrano per salvarlo, ma il portale diventa instabile e scompare, intrappolandoli. Inseguiti da primitivi ostili, cercano rifugio in una grotta, che conduce a una città sotterranea: tutto ciò che resta della civiltà in un futuro devastato dalla guerra nucleare.
Essi scoprono che l'anno è il 2071 d.C. Il leader della città, il dottor Varno, spiega che la Terra devastata ora non è più in grado di sostenere la vita e che i residenti, insieme ai loro androidi, stanno lavorando freneticamente ad un veicolo spaziale che li porterà su un pianeta in orbita attorno ad Alfa Centauri. Ai quattro viaggiatori nel tempo, a cui viene detto che non possono unirsi a quel viaggio spaziale, viene permesso di lavorare per ricreare il loro portale temporale, così da tornare al loro tempo. Prima che i residenti possano decollare, gli umani mutanti degenerati irrompono, distruggono la nave e invadono la città.
Il dottor Varno stabilisce che ora l'unica speranza è il portale temporale, quindi impegna le risorse rimanenti della città per aiutare von Steiner, Connors, White e McKee a ricostruirlo. Lavorano febbrilmente, mentre i mutanti continuano la loro invasione. Insieme ad alcune persone del futuro, i quattro viaggiatori fuggono nel proprio tempo, giusto prima dell'arrivo dei mutanti, lasciando una retroguardia di androidi. Qualcuno lancia un oggetto attraverso il portale che danneggia l'attrezzatura dall'altra parte e spegne il portale.
I sopravvissuti e i loro compagni del futuro tornano al laboratorio, solo per fare una strana scoperta. I loro sé passati sono ancora nel laboratorio, devono ancora attraversare il portale, ma sembrano congelati. I viaggiatori si rendono quindi conto che stanno vivendo il tempo a un ritmo accelerato; il resto del mondo, compreso i loro sé passati, si muovono a un ritmo estremamente lento. La loro unica possibilità è viaggiare fino alla data in cui il portale è stato impostato brevemente prima di essere impostato stabilmente nel 2071 d.C. Quella data precedente è di oltre 100.000 anni nel futuro, ma lo schermo è, come prima, scuro; ciò che li aspetta è sconosciuto. Essi attraversano rapidamente la stanza, proiettando le "strane ombre" che erano state viste prima che apparisse il portale.
Quando passa l'ultima persona, lo schermo lampeggia brevemente e mostra i viaggiatori che camminano in una radura con alberi ed erba; la superficie della Terra è di nuovo abitabile. La compagnia comincia a costruire un futuro per se stessi lì. I loro sé passati vengono quindi mostrati mentre si muovono di nuovo a velocità normale, ripetendo le loro azioni a un ritmo accelerato; la sequenza degli eventi dell'intero film scorre rapidamente, ripetendosi con clip sempre più brevi e meno numerose, implicando un anello temporale, finché il film non termina bruscamente con un'inquadratura della Galassia di Andromeda.

## Produzione
La produzione iniziò nel 1963 con il titolo di lavorazione di Time Trap.
"Nonostante il basso budget, grazie all'uso intelligente delle risorse disponibili, i risultati sembrano ancora piuttosto buoni. Il portale creato dagli scienziati, come scopre Danny, è più di una semplice finestra sui prossimi anni, perché possono effettivamente attraversarlo e attraversare i decenni per esistere nel futuro."
In alcune scene vengono utilizzati giochi di prestigio per compensare la mancanza di effetti visivi: per esempio, in una ripresa non tagliata, sembra che a un attore che indossa una maschera che interpreta un androide venga rimossa la testa e sostituita con un'altra, prima di andarsene. Altro esempio, la scena di cui sopra con Ackerman.

### Cast

#### Camei e comparsate
A tre quarti d'ora dall'inizio del film Forrest J. Ackerman appare brevemente in una scena che comprende diversi tecnici. L'unica battuta di Ackerman nel film è "Non preoccuparti. Sto rendendo felici i nostri astronauti. Metto a posto le cose". La battuta è una gag visiva autoreferenziale; il suo personaggio sta lavorando su un dispositivo che trasforma una cornice circolare in una cornice quadrata. A quel tempo, Ackerman stava curando una rivista di fantascienza intitolata Spacemen. Viaggiatori del tempo è stato fortemente promosso nella sua rivista grazie al cameo di Ackerman nel film.
Delores Wells, Miss giugno 1960 di Playboy, interpreta Reena, donna del futuro che intraprende una storia d'amore con il tecnico Danny. Inoltre Reena prende il sole con molti altri personaggi femminili (un primo esempio di Fanservice), in una dimostrazione dei futuri costumi sessuali.

## Distribuzione
Il film è uscito nelle sale statunitensi il 29 ottobre 1964.
American International Pictures ha distribuito il film in doppia programmazione con Atragon.

## Accoglienza

### Critica
Viaggiatori nel tempo è un film di serie B, evidente per il suo basso (di circa 250.000 dollari) valore di produzione. Leonard Maltin considerava il film "non male, con un finale pessimo, uno dei primi film americani fotografati da Vilmos Zsigmond".
È stato incluso, decenni dopo, nel revival Netflix di Mystery Science Theater 3000, terza puntata dell'undicesima stagione.